# المدرسة العليا للتجارة بصفاقس

المدرسة العليا للتجارة بصفاقس هي إحدى المدراس العليا التابعة لجامعة صفاقس.

## أرقام
طبقا لأرقام السنة الدراسية 2007-2008 يبلغ عدد طلبة المدرسة: 2896 من بينهم 1627 طالبة.

## وصلة خارجية
- موقع المدرسة العليا للتجارة بصفاقس.

1. 1 2 3  وصلة مرجع: https://mes.tn.